# Ecce Homo (książka)
Ecce Homo: Jak się staje, czym się jest (tytuł oryginału: Ecce Homo: Wie man wird, was man ist) to tytuł ostatniej książki napisanej przez Fryderyka Nietzschego. Dzieło, z założenia autobiograficzne, posłużyło filozofowi do określenia swojego miejsca pośród prądów intelektualnych epoki (i odcięcia się od większości z nich).
Zawiera treści kontrowersyjne, co skłoniło pierwszych wydawców spuścizny do zwlekania z jej wydaniem, a także opuszczania fragmentów w pierwszym wydaniu. Mimo że książka została ukończona w 1888, to opublikowano ją dopiero w 1908. Polskie przedwojenne tłumaczenie dzieł Nietzschego przez Leopolda Staffa w ramach wydania Jakuba Mortkowicza powstało na podstawie wersji ocenzurowanej przez siostrę filozofa Elisabeth, tak więc mimo autorytetu poety warto korzystać z tłumaczeń powojennych.
Według znanego badacza dzieł Nietzschego Waltera Kaufmanna książka prezentuje opinię Nietzschego na temat jego własnej pracy, osiągnięć, a także próbę udowodnienia ich doniosłości. Dzieło zawiera charakterystyczne tytuły rozdziałów Dlaczego Jestem Tak Mądry, Dlaczego Jestem Tak Światły, Dlaczego Tak Dobre Piszę Książki i  Dlaczego Jestem Przeznaczeniem.

## Treść
Ecce Homo łączy w sobie refleksję Nietzschego, jako filozofa, pisarza, myśliciela. W swoim dziele Nietzsche świadomie dąży do wykreowania nowego wizerunku filozofa i siebie. Sokrates przedstawiony w Platońskiej Apologii, jako najmądrzejszy człowiek świata, ze względu na to, że otwarcie przyznawał się do swej niewiedzy jest Nietzschemu tak bliski, że dla zaznaczenia tego podobieństwa określa również siebie wielkim filozofem z powodu niewiedzy, przez którą dużo wycierpiał w ciągu swojego życia. Nietzsche dowodzi, że jego cierpienie nie jest wzniosłe, ale tragiczne i wygłasza boski charakter tego, co mu się przytrafiło (włączając wczesną śmierć ojca, a także grożącą Nietzschemu ślepotę – swoiste amor fati, miłość do losu).
W tym właśnie odniesieniu można tłumaczyć tytuł książki, której celem nie było wyłącznie szkicowanie paraleli odnoszących się do Chrystusa, lecz zasugerowanie pewnego kontrastu pomiędzy nim a Nietzschem – obaj związani są ze słowami ecce homo (łac. oto człowiek) w pewien sposób – Nietzsche poprzez tytuł książki, Jezus poprzez tradycję biblijną, lecz głównym przesłaniem filozofa była myśl, że bycie prawdziwie człowiekiem, choć pozostawionym samemu sobie (tak jak było to udziałem Nietzschego) jest o wiele lepsze i chwalebniejsze od bycia Chrystusem.
Jednym z głównych celów Ecce Homo było również zaproponowanie przez Nietzschego własnej perspektywy wobec wykonanej przez niego pracy: jako filozofa i jako jednostki ludzkiej. Kierunkiem, jaki Nietzsche obrał w książce pisząc w hiperbolicznym stylu charakterystycznym dla jego ostatnich prac (1886–1888) jest opisanie swego dzieciństwa, swych indywidualnych przeżyć i swej wizji ludzkości.
Forma bezosobowa w tytule jak i liczne sugestie w tekście, wskazują na inspirację autobiografią modnego wówczas twórcy filozofii nieświadomości, Eduarda von Hartmanna. Życie, które ulega tu szkicowaniu samo dobiera sobie środki przeżycia (a także – realizacji swego powołania) z ograniczoną do minimum możliwością zawiadującego wolą i planującego podmiotu, któremu pozostaje odgadywanie nieświadomych racji (racji raczej niż przyczyn) samego siebie.
Dwudziestowieczni interpretatorzy francuscy dostrzegli w dziele autobiograficznym Nietzschego studium problematyczności autobiografii jako takiej – o ile autor, stwarzając siebie jako bohatera własnej opowieści, zmuszony jest stworzyć własną przyczynę.

## Polskie pochodzenie Nietzschego
W swojej autobiografii pt. "Ecce Homo" przyznawał się do swojego polskiego pochodzenia i napisał "Und doch waren meine Vorfahren polnische Edelleute: ich habe von daher viel Rassen-Instinkte im Leibe, wer weiss?" (pol. "Przodkowie moi byli polską szlachtą. Po nich zostały mi moje instynkty")  i dalej "Ich selbst bin immer noch Pole genug, um gegen Chopin den Rest der Musik hinzugeben" (pol. "Jestem jeszcze na tyle Polakiem, by za jednego Chopina oddać całą resztę muzyki"). Nietzsche przyznawał się wielokrotnie do polskiego pochodzenia czemu wiele razy dawał wyraz zarówno w swoich dziełach jak i prywatnej korespondencji. Uważał, powołując się na rodzinną tradycję ustną, że pochodzi ze szlacheckiego rodu polskiej szlachty – Nickich herbu Radwan.